# جون وايت (فنان)
جون وايت (1539 - 1593) حاكم استعماريّ إنجليزيّ ومستكشف وفنان ورسام خرائط. كان وايت من بين الذين أبحروا مع ريتشارد غرينفيل في أول محاولة لاستعمار جزيرة رونوك في عام 1585، بصفته فنانًا ورسام خرائط للبعثة. اشتُهر بخدمته لفترة وجيزة كحاكم في المحاولة الثانية لتأسيس مستعمرة رونوك في نفس الجزيرة في عام 1587، واكتشاف اختفاء المستعمرين في ظروف غامضة.
رسم خلال الفترة التي أمضاها في جزيرة رونوك، عددًا من الرسومات التخطيطية بالألوان المائية للمناظر الطبيعية المحيطة وشعوب الألغونكين الأصلية. تعتبر هذه الأعمال مهمةً لأنها الرسوم التي تتضمن أكبر قدر من المعلومات لمجتمع أمريكي أصلي في الساحل الشرقي، ويُحتفَظ الآن بالألوان المائية الأصلية الباقية في غرفة الطباعة في المتحف البريطاني.
أصبح وايت في عام 1587 حاكمًا في محاولة السير والتر رالي الفاشلة لإنشاء مستعمرة دائمة في جزيرة رونوك، والمعروفة تاريخيًا باسم «المستعمرة المفقودة». كان هذا أول جهد لإنشاء مستعمرة إنجليزية دائمة في العالم الجديد. كانت فيرجينيا دير حفيدة وايت أول طفلة إنجليزية تولد في الأمريكتين.
تقاعد وايت في ممتلكات رالي في أيرلندا بعد فشل المستعمرة، لتأمّل «الشرور والأحداث المؤسفة» التي دمرت آماله في أمريكا، على الرغم من عدم التخلي عن الأمل في أن ابنته وحفيدته ما تزال على قيد الحياة.

## النشأة
تاريخ ميلاد جون وايت غير معروف ولكن يبدو أنه ولد في فترة ما بين 1530-1540. هناك سجل مؤرخ في 22 فبراير 1539، لحفل تعميد في كنيسة القديس أوغسطين في لندن لـ «جون وايت» في نفس اليوم، لكن لا يوجد دليل على أنه نفس الشخص. عُرف بحضوره إلى الكنيسة في أبرشية القديس مارتن لودجيت في لندن. تزوج في عام 1566 من توماسين كوبر، وأنجب منها ابنه توماس- الذي مات صغيرًا- وابنته إليانور. لا يُعرف إلا القليل عن تدرب وايت كفنان، لكن من المحتمل أنه تدرب كرسام تحت إشراف معلم في لندن.

## الحياة المهنية
بدأت الجهود المبذولة لإنشاء مستعمرة إنجليزية في العالم الجديد تكتسب زخمًا في أواخر القرن السادس عشر، وسرعان ما أصبح وايت مؤيدًا متحمسًا. من المحتمل أن وايت رافق مارتن فروبيشر في عام 1577 للبحث عن المعادن الثمينة، وممر شمال غربي إلى آسيا في رحلاته إلى جزيرة بافن وغرينلاند في عام 1577. لم يُذكر وايت بالاسم رغم ذلك. كانت رسوماته من هذه الفترة للأراضي والأشخاص الذين قابلهم في الرحلة. رافق وايت الحملة التي قادها السير رالف لين في عام 1585، في محاولة لتأسيس أول مستعمرة إنجليزية في أمريكا الشمالية. أرسل السير والتر رالي وايت كرسام وفنان مرافق للسير ريتشارد غرينفيل في رحلته الأولى إلى العالم الجديد، وخدم كرسام خرائط وفنان للبعثة التي واجهت صعوبات كبيرة وعادت إلى إنجلترا عام 1586.

## الإرث
يُذكر وايت بشكل رئيسي اليوم لألوانه المائية، والتي تمثل سجلًا فريدًا لمجتمع الألغونكين في القرن السادس عشر. جميع أعمال وايت المتبقية موجودة الآن في غرفة الطباعة في المتحف البريطاني.
عرض المتحف البريطاني في عام 2007، المجموعة الكاملة من لوحات جون وايت المائية على الملأ بعنوان «عالم جديد: المنظور الأول لإنجلترا عن أمريكا». يوجد أكثر من سبعين لوحة مائية في المعرض المتنقل. كانت هناك خطط لعرض المجموعة في متحف كارولينا الشمالية للتاريخ.
سُميت سفينة لايبرتي في الحرب العالمية الثانية إس إس جون وايت تكريمًا له.
سُميت ضفدعة الشجرة وايت باسمه، وهي أكبر أنواع الضفادع الأصلية في أستراليا.